# Bromidy

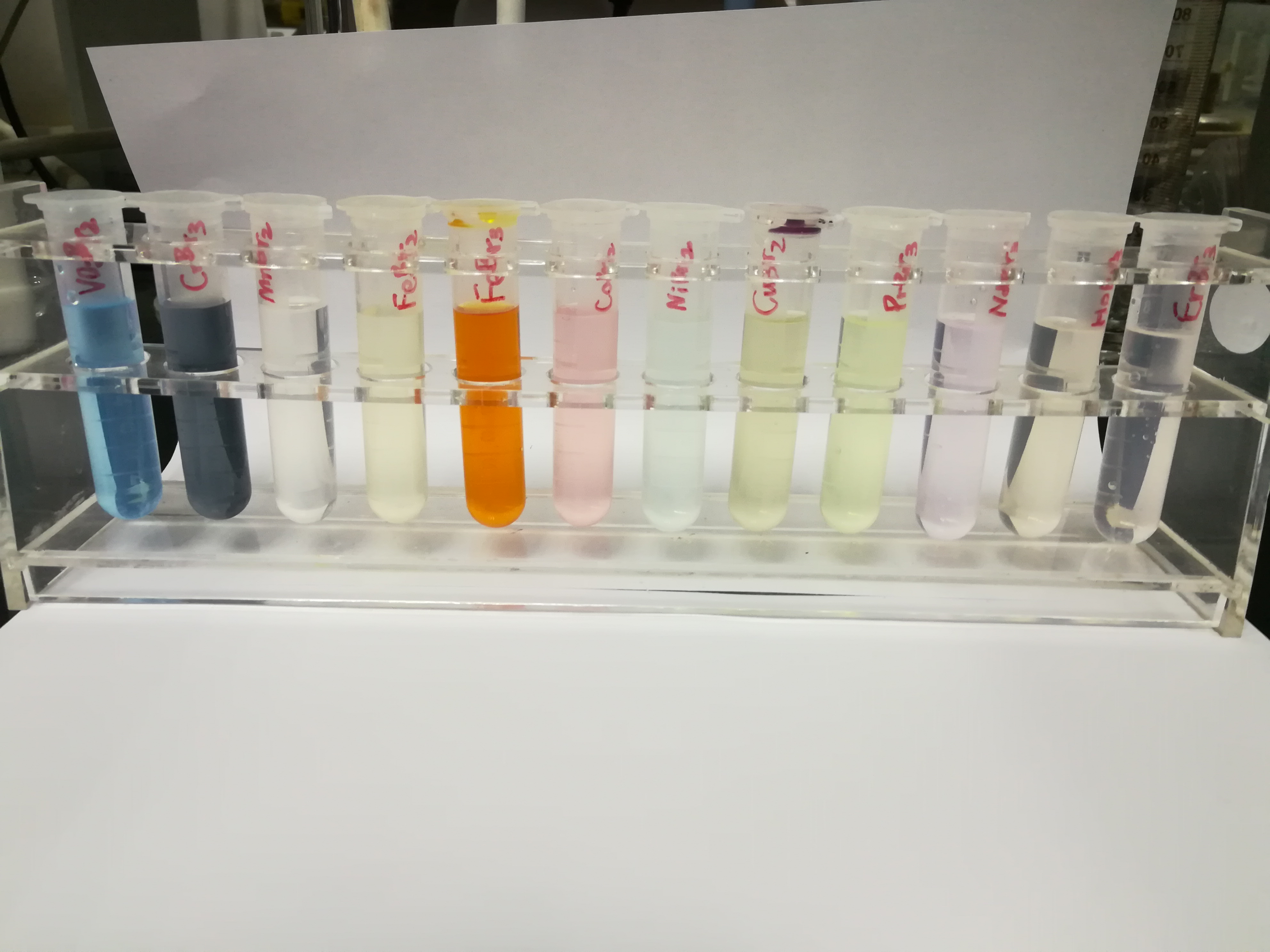
Roztoky bromidů přechodných kovů

Bromidy jsou soli kyseliny bromovodíkové (HBr) obsahující bromidový aniont Br− a kationt elektropozitivního prvku. Vazba mezi nimi je iontová.
Různé druhy kationtů určují výsledné vlastnosti dané soli. Jsou to nejčastěji pevné látky, které se vyskytují v krystalových strukturách. Většina bromidů je dobře rozpustná ve vodě, ale rozpouštějí se i v protických a polárních rozpouštědlech. Mají vysoké teploty tání a varu. Jako taveniny nebo v roztoku vedou elektrický proud.
Jejich nejznámějšími zástupci jsou bromid sodný (NaBr) a bromid draselný (KBr), které byly koncem 19. a začátkem 20. století široce používané jako antikonvulzivum (léčba a prevence epilepsie) a sedativum (zklidnění a spavost). Příliš vysoké dávky bromidů jsou však toxické. Mohou vést k bromismu, syndromu s mnoha neurologickými příznaky. Toxicita bromidu draselného může způsobit i závažné kožní vyrážky.

## Sloučeniny
Bromidy vytvářejí sloučeniny s kovy i nekovy. Nejběžnější jsou anorganické sloučeniny. Ale obsahují je i některé organické sloučeniny.

### Anorganické sloučeniny
Anorganické bromidy obsahují aniont Br− a kationt elektropozitivního kovu, mezi kterými je iontová vazba. Příklady anorganických bromidů:

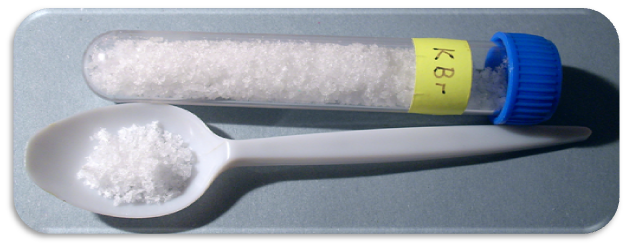
Bromid draselný

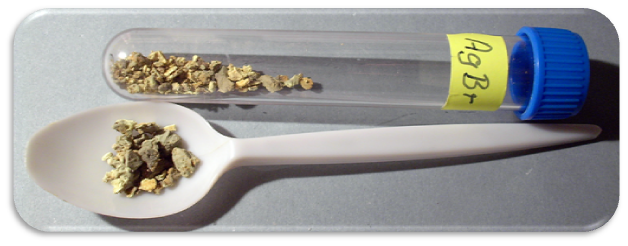
Bromid stříbrný

- Bromid lithný (LiBr)
- Bromid sodný (NaBr)
- Bromid draselný (KBr)
- Bromid hořečnatý (MgBr2)
- Bromid rubidný (RbBr)
- Bromid železitý (FeBr3)
- Bromid jodný (IBr)
- Bromid stříbrný (AgBr)

### Organické sloučeniny

Methylbromid

Benzylbromid

V organické chemii jsou sloučeniny obsahující brom považovány za deriváty uhlovodíků. Atom bromu je zde kovalentně vázaný jednoduchou vazbou na zbytek molekuly. Například methylbromid CH3Br je organická sloučenina s kovalentní vazbou C−Br, ve které brom není aniont. Označení těchto organických sloučenin jako bromidy je tedy sporné, ale běžně se užívá. Existují i organické bromidy (například hydrobromidy nebo v tetramethylamoniumbromid), ve kterých je brom přítomen jako bromidový iont Br−.
Příklady organických sloučenin bromu:
- Methylbromid (brommethan)
- Methylenbromid (dibrommethan)
- Benzylbromid (α-bromotoluen, brommethylbenzen)
- Acetylbromid (bromid kyseliny octové)
- Brombenzen

## Vlastnosti

NaBr a KBr mají stejnou krystalovou strukturu jako NaCl. Šedé kuličky Na^{+} nebo K^{+}, zelené kuličky Cl^{−} nebo Br^{−}.

- NaBr a KBr mají stejnou krystalovou strukturu jako NaCl. Šedé kuličky Na+ nebo K+, zelené kuličky Cl− nebo Br−.Soli bromidů jsou nejčastěji bezbarvé a pevné látky s krystalovou strukturou.
- Mají vysoké teploty tání a varu.
- Jako taveniny nebo v roztoku vedou elektrický proud.
- Většina bromidů je dobře rozpustná ve vodě, ale rozpouštějí se i v protických a polárních rozpouštědlech.
- Málo rozpustné jsou PbBr2 a TiBr, téměř nerozpustné jsou AgBr, CuBr a Hg2Br2.
- Bromidy nekovů a kovů ve vyšších oxidačních číslech se ve vodě hydrolyzují.

- Silná oxidační činidla (například Cl2, KMnO4, K2S2O8) uvolňují z roztoků bromidů elementární brom.

## Reakce bromidů

### Disociace bromidů
Bromidové soli alkalických kovů, kovů alkalických zemin a mnoha dalších kovů se ve vodě rozpouštějí a disociují za vzniku bromidových iontů. Klasickým případem je bromid sodný, který ve vodě plně disociuje podle rovnice:
NaBr → Na+ + Br−
Bromovodík HBr získává při kontaktu s vodou vlastnosti podobné soli za vzniku iontového roztoku kyseliny bromovodíkové. Tento proces je často zjednodušeně popisován jako tvorba hydroniové soli bromidu:
HBr + H2O → H3O+ + Br−
Bromidy se rozpouštějí i v některých alkoholech a etherech.

### Oxidace bromidů
Bromidový iont lze otestovat přidáním některého oxidačního činidla. Jedna z metod používá zředěnou kyselinu dusičnou HNO3. Balardova a Löwigova metoda používá chlor. Využívá se pro testování vzorků na dostatečnou koncentraci bromidu a k extrakci bromu z mořské vody nebo solanek. Reakce probíhá takto:
Cl2 + 2 Br− → 2 Cl− + Br2

## Příprava a výroba

### Anorganické bromidy
- Technicky významné jsou bromid sodný NaBr, bromid draselný KBr a bromid stříbrný AgBr.
- Příprava přímou syntézou. Například použije-li se jako výchozí surovina amorfní bor a brom, vzniká bromid boritý:

2 B + 3 Br2 → 2 BBr3
- Příprava rozpouštěním oxidů, hydroxidů nebo uhličitanů kovových prvků v kyselině bromovodíkové, která je jednou z nejsilnějších známých minerálních kyselin. Často se používá se k výrobě sloučenin bromu.
- Příprava podvojnými reakcemi s BaBr2 nebo Fe3Br8. Tradiční metodou výroby KBr je reakce uhličitanu draselného s Fe3Br8:

4 K2CO3 + Fe3Br8 → 8 KBr + Fe3O4 + 4 CO2

### Organické bromidy
- Příprava s využitím reakce alkoholů s kyselinou bromovodíkovou
- Přidání bromovodíku k alkenům
- Katalytická bromace aromatických látek
- Sandmeyerova reakce

## Výskyt v přírodě

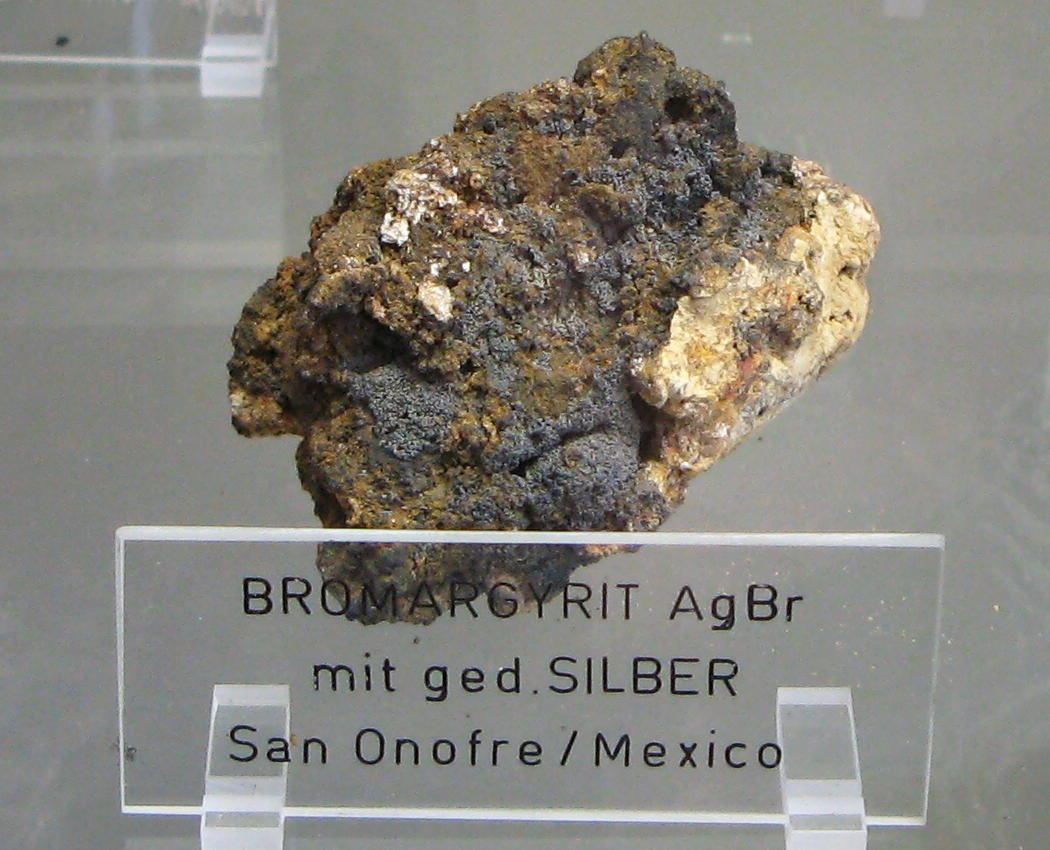
Minerál bromargyrit

- Minerál bromargyritNejznámějším, ale velmi vzácným, bromidovým minerálem je bromargyrit (krystalický bromid stříbrný).
- Bromidy se vyskytují také v minerálech, které obsahují stříbro, rtuť nebo měď.
- Bromidy jsou přítomné v mořské vodě nejběžněji s koncentrací kolem 65 mg/l. To je asi 0,2 % všech rozpuštěných solí.
- Mořské plody a hlubokomořské rostliny mají obecně vyšší hladiny bromu, než suchozemské potraviny.

## Historie využití v medicíně

Umělecké vyjádření bipolární poruchy - střídání deprese a euforie

- Umělecké vyjádření bipolární poruchy - střídání deprese a euforieOd počátku 19. století se bromid lithný a bromid draselný používaly jako sedativum. Stejně jako uhličitan lithný a chlorid lithný se používal také k léčbě bipolární poruchy.
- Ve 40. letech 20. století se přestaly používat kvůli bezpečnějším a účinnějším sedativum (barbituráty).
- V letech 1954-1977 zkoumala australská biochemička Shirley Andrewsová bezpečné způsoby využití bromidu lithného k léčbě maniodepresivních onemocnění. Při výzkumu zjistila, že i bromidy způsobují příznaky duševních chorob, což vedlo k výraznému snížení jejich užívání.
- Během první světové války dostávali britští vojáci bromid, aby omezili své sexuální touhy.
- Bromidový iont je antikonvulzivum (léčba a prevence epilepsie) a jako bromidová sůl se používá ve veterinární medicíně v USA.
- Bromidové soli se používají například ve vířivkách jako mírná germicidní činidla (desinfekční činidla).
- V živých organismech některé enzymy používají bromid jako substrát nebo jako kofaktor pro biochemické reakce. Průměrná koncentrace bromidu v lidské krvi se mění s věkem a pohlavím. Vyšší hladiny mohou naznačovat expozici chemikáliemi s obsahem bromu.